# Державні музеї Берліна
Державні музеї Берліна (нім. Staatliche Museen zu Berlin) - об'єднання музейних фондів Берліна, що перебувають у віданні  Фонду прусської культурної спадщини, що фінансується з федеральних коштів.
До складу Державних музеїв Берліна входять 17 музеїв, розташованих у п'яти музейних центрах міста, а також два науково-дослідні установи:
район  Мітте 
- На  Музейному острові:

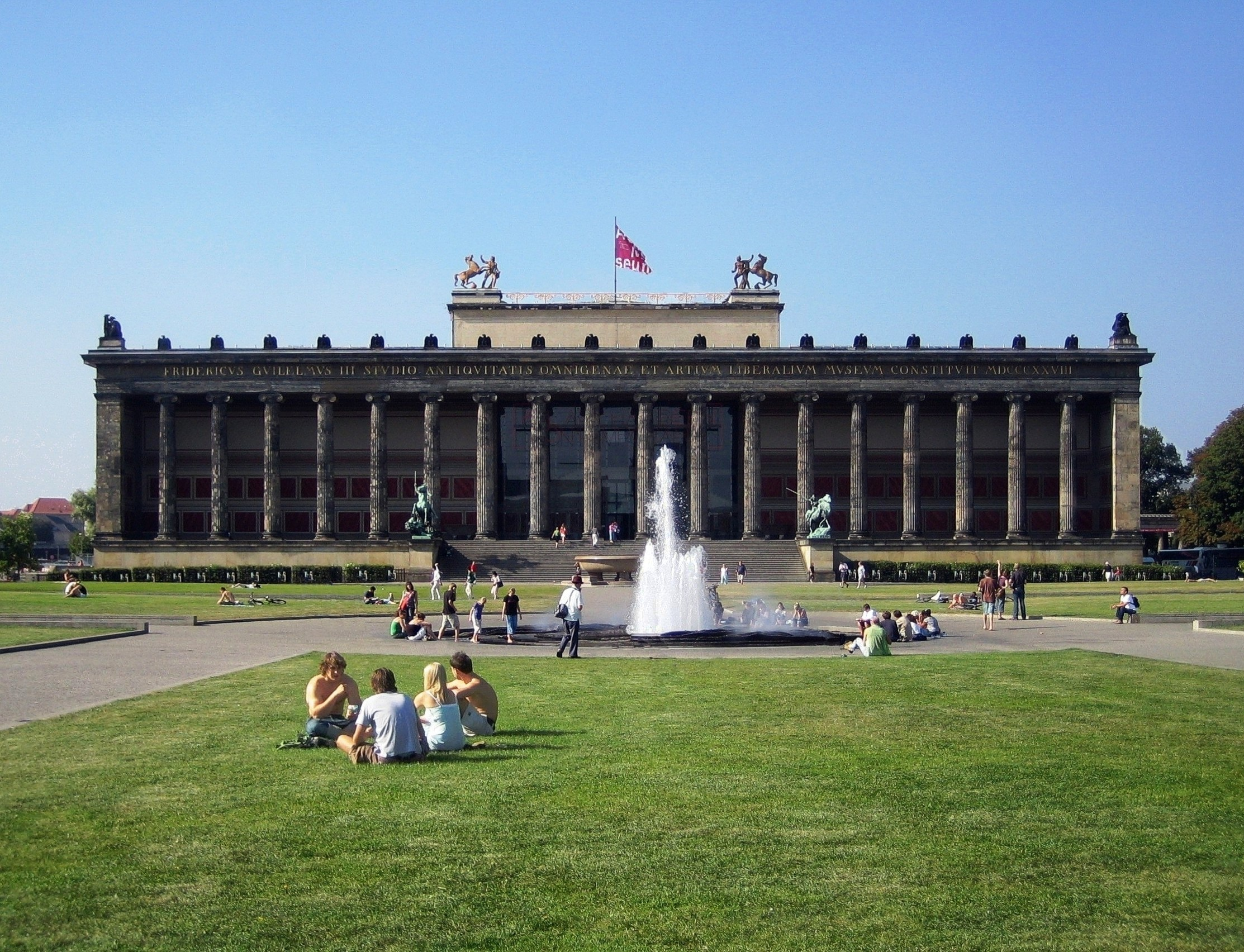
Берлінський музей на Музейному острові

  - Пергамський музей (Передньоазійський музей,  Музей ісламського мистецтва та  Античне зібрання з Центральним архівом Державних музеїв Берліна);
  - Музей Боде (Скульптурне зібрання і Музей візантійського мистецтва, а також  Монетний кабінет);
  - Стара національна галерея;
  - Берлінський музей (Античне зібрання, Єгипетський музей і зібрання папірусів);
  - Новий музей та Музей доісторичного періоду і ранньої історії;
- Фрідріхсвердерська церква

район Тіргартен
- В  «Культурфорум»:
  - Картинна галерея;

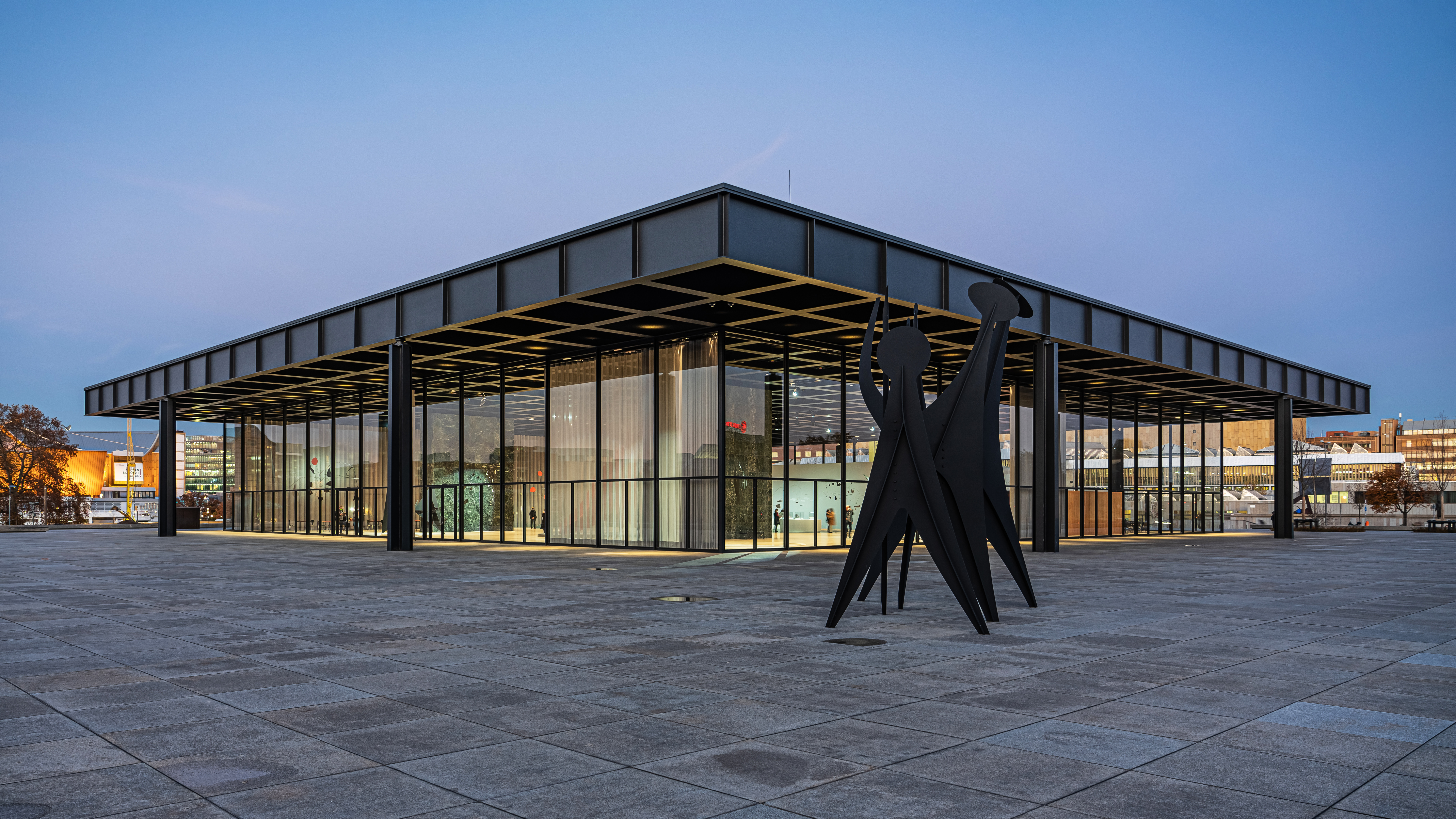
Нова національна галерея

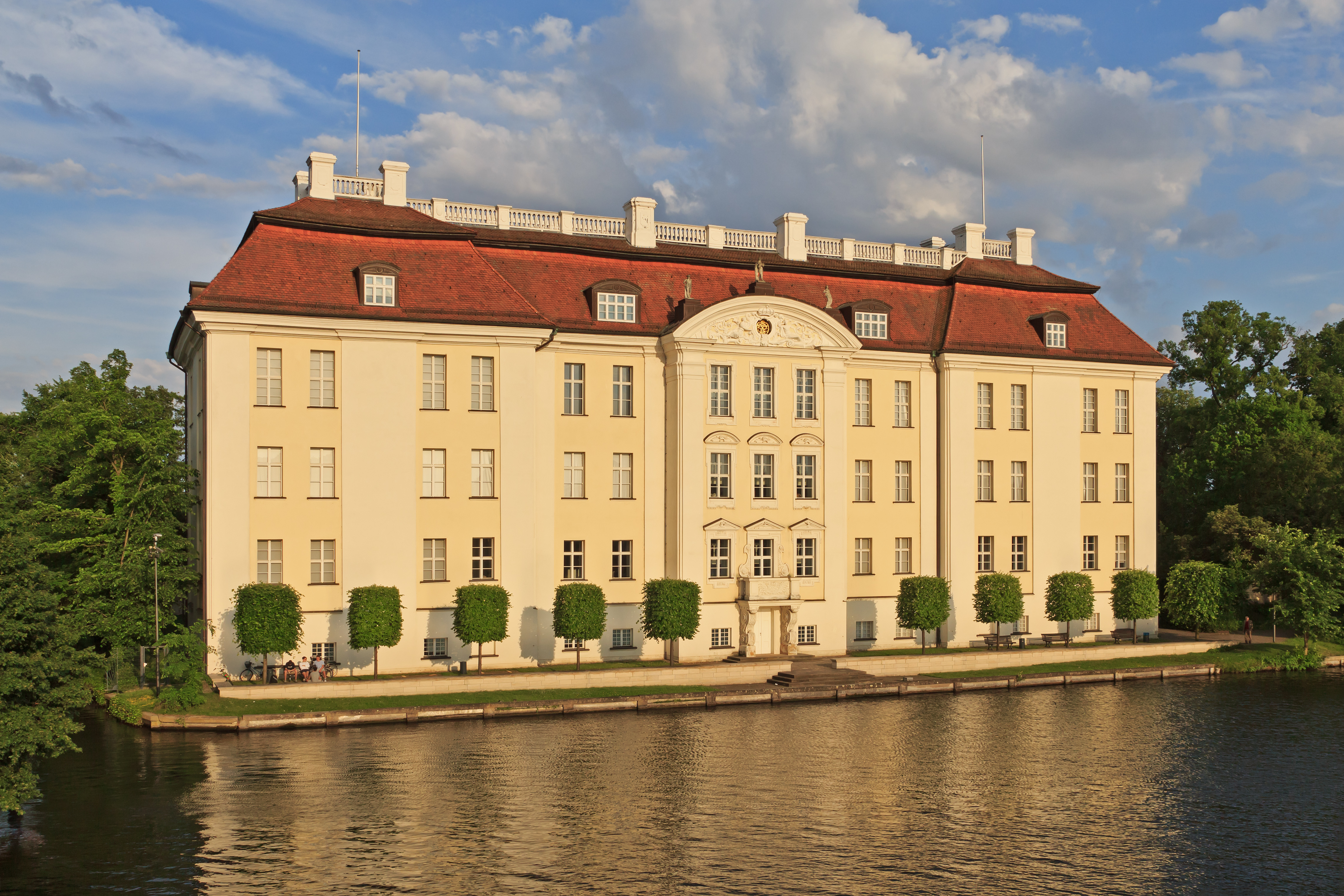
Палац Кепеника

  - Музей декоративно-прикладного мистецтва;
  - Гравюрний кабінет (Колекція малюнків і друкованої графіки);
  - Бібліотека мистецтв;
  - Нова національна галерея;
- Гамбурзький вокзал - Музей сучасності

район Шарлоттенбург 

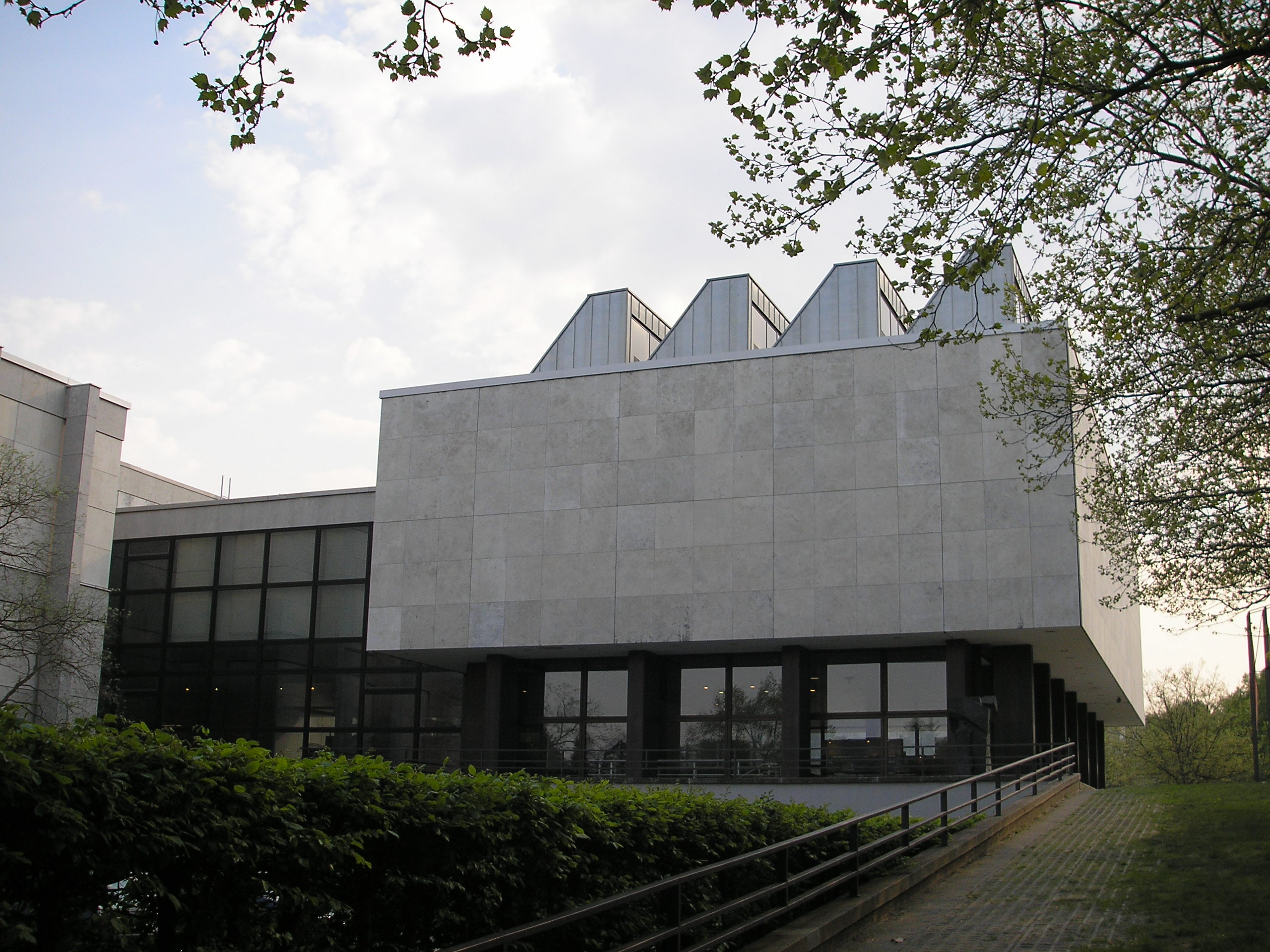
Музейний центр Берлін-Далем

- Музей первісної та ранньої історії;
- Музей Берггрюна (до лютого 2004 р. - колекція Берггрюна);
- Музей фотографії / Фонд  Гельмута Ньютона;
- Музей Шарфа-Герстенберга;
- Гіпсова майстерня

район Далем (Музейний центр Берлін-Далем)
- етнологічний музей;
- Музей азійського мистецтва;
- Музей європейської культури

район Кепеник
- Музей декоративно-прикладного мистецтва у  палаці Кепеник

Науково-дослідні установи
- Інститут музейних досліджень;
- Науково-дослідні лабораторії ім. Ратгена